# アマリア・フォン・ノイエンアール
アマリア・フォン・ノイエンアール＝アルペン（ドイツ語：Amalia von Neuenahr-Alpen, 1539年4月6日 - 1602年4月10日）は、グンプレヒト2世・フォン・ノイエンアール＝アルペンとコルデュラ・フォン・ホルシュタイン＝シャウエンブルクの娘。プファルツ選帝侯フリードリヒ3世の2番目の妃となった。オランダ語でアマリア・ファン・ニーウェナール＝アルペン（Amalia van Nieuwenaar-Alpen）。

## 生涯
アマリアは最初にヘンドリック・ファン・ブレデローデと結婚した。ブレデローデは八十年戦争に至るまでの出来事において重要な役割を果たした。ブレデローデがスペイン異端審問およびネーデルラントのスペイン支配に対する抵抗運動において指導者の一人となった後、アマリアはブレデローデの資金調達を手助けした。1568年にブレデローデが死去し、翌1569年にアマリアはプファルツ選帝侯フリードリヒ3世と再婚した。同年、オラニエ公ウィレム1世とアンナ・フォン・ザクセンの娘が生まれ、アマリアから名を取ってエミリアと名付けられていた。これはアマリアが当時アンナの家政を任されていたためである。フリードリヒ3世は1576年に死去した。
1579年から1587年までアマリアは最初の夫から相続したフィアーネンを管理した。1589年に異母弟アドルフからリンブルクを継承した。1590年、異母妹マグダレーナからアルペン、ヘルペンシュタイン、レンネップおよびケルンの世襲フォークタイの使用権を与えられた。アルペンは1597年にネーデルラントに占領され、その翌年にスペイン軍に占領された。